# Mineração Buritirama

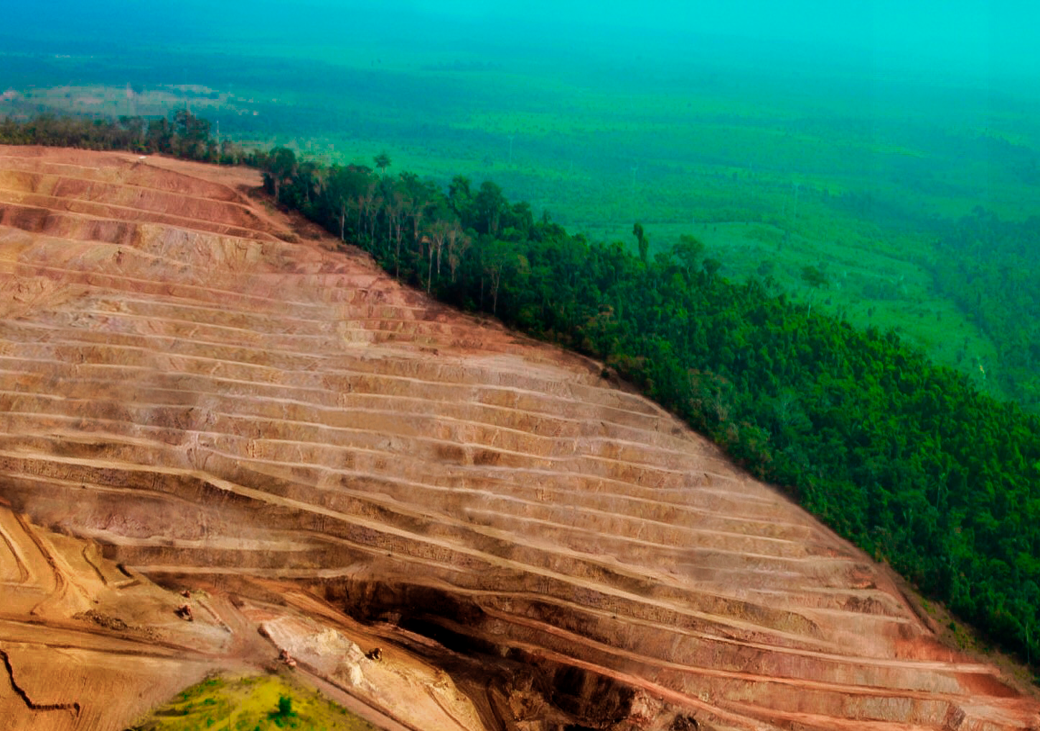
Foto da mina localizada no Pará, Brasil

A Mineração Buritirama, uma empresa do Grupo Buritipar, é uma empresa mineradora multinacional brasileira e uma das maiores produtoras de manganês do mundo.[carece de fontes?] Atualmente a empresa opera em em cinco estados brasileiros produzindo manganês, um dos minérios mais utilizados no mundo. A maior parte de sua operação de mineração fica localizada no Pará, onde a empresa é reconhecida por suas iniciativas em prol do desenvolvimento da comunidade local.

### Premiações
2018: Prêmio de Empresa do Ano do Setor Mineral pela Revista Brasil Mineral;
2018: 3ª melhor empresa do setor pelo anuário do Valor Econômico;
2019: Prêmio de Empresa do Ano do Setor Mineral pela Revista Brasil Mineral;

### Certificações
A gestão é certificada pelo ISO 9001 enquanto suas práticas de respeito ao meio ambiente são certificadas pela FSC® e CERFLOR®.